# FK 바니크 모스트

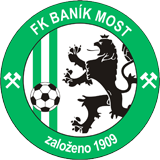

FK 바니크 모스트(FK Baník Most)는 체코에 있는 모스트를 연고로 하는 축구 클럽이다. 이 팀은 1909년에 창단되었다.